# Паскаль Шимбонда
Паска́ль Шимбонда́ (фр. Pascal Chimbonda, нар. 21 лютого 1979, Лез-Абім) — французький футболіст, захисник клубу «Карлайл Юнайтед».
Більшу частину кар'єри провів у низці англійських клубах, зокрема у «Тоттенгем Готспур», з яким став володарем Кубка англійської ліги, а у складі національної збірної Франції — фіналістом чемпіонату світу.

## Клубна кар'єра
Народився на Гваделупі у містечку Лез-Абім. Почав займатися футболом у клубі «Реал Клуб» в Порт-Луї, де грав до 19 років.

### Виступи у Франції
У дорослому футболі дебютував 1999 року виступами за другу команду «Гавра», а з 2000 року став грати і за основну команду. У першому ж сезоні для Паскаля (1999/00) «Гавр» покинув елітний дивізіон, а Шимбонда зіграв лише в двох матчах чемпіонату. Проте завдяки тому, що команду через пониження у класі покинуло ряд гравців, Шимбонда став основним захисником команди і у сезоні 2001/02 допоміг клубу повернутись в еліту. Проте настпного сезону в Лізі 1 клуб зайняв 18 місце і знову змушений був понизитись у класі. Шимбонда не схотів знову грати в нижчих дивізіонах і покинув клуб, зігравши за три з половиною сезони у 85 матчах чемпіонату, в яких забив 5 голів.
Своєю грою за цю команду привернув увагу представників тренерського штабу «Бастії», що виступала у Лізі 1, до складу якої приєднався влітку 2003 року. Відіграв за команду з Бастії наступні два сезони своєї ігрової кар'єри. Більшість часу, проведеного у складі «Бастії», був основним гравцем захисту команди, проте в обох сезонах команда боролась за виживання, і якщо в першому їй це вдалося, то в другому корисканці змушені були вилетіти до Ліги 2 і Шимбонда знову покинув клуб.

### Виступи в Англійській Прем'єр-лізі

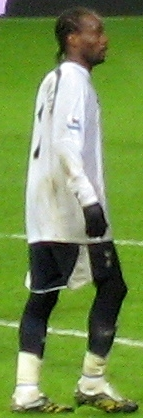
Паскаль Шимбонда під час виступів за «Тоттенгем Готспур». 31 січня 2007 року

В липні 2005 року уклав контракт з англійським клубом «Віган Атлетік», у складі якого провів наступний сезон. За підсумками сезону 2005/06 француз був названий найкращим правим захисником англійської Прем'єр Ліги і навіть викликався до національної збірної, а «Віган» став фіналістом Кубка англійської ліги.
Стало зрозуміло, що гравець може замахнутися на більше, і не без перешкод з боку керівництва «Вігана» в останній день трансферного вікна, 31 серпня 2006 року Шимбонда підписав контракт з лондонським «Тоттенгемом» за 4,5 млн фунтів. З 2006 по 2008 рік француз, переважно граючий на позиції правого атакувального захисника, зіграв за «Шпор» 65 матчів в чемпіонаті та забив 3 важливі м'ячі і у другому сезоні за клуб став у його складі володарем Кубка англійської ліги.
У липні 2008 року Паскаль підписав трирічний контракт з англійським «Сандерлендом», але вже 26 січня 2009 року знову повернувся до «шпор». Цього разу заграти у складі «Тоттенгема» не зумів і вже влітку став гравцем клубу «Блекберн Роверз», де провів наступні півтора сезони в Прем'єр-лізі.

### Виступи у нижчих диізіонах
У січні 2011 року на правах вільного агента підписав контракт з «Квінз Парк Рейнджерс», що виступав у Чемпіоншіпі, проте і тут через травми заграти не зумів, провівши лише три матчі в чемпіонаті, який КПР закінчили на першому місці. Але знову в Прем'єр-лізі Шимбонда не зіграв, бо «обручі» не погодились продовжувати контракт з гравцем.
28 вересня 2011 року на правах вільного агента підписав короткостроковий контракт з «Донкастер Роверз», що виступав у Чемпіоншіпі, ставши першим трансфером менеджера Діна Сондерса в клубі. Він дебютував 18 жовтня у грі проти «Блекпула», але зігравши лише п'ять ігор, отримав травму, яка залишила його поза футболом до кінця 2011 року. Незважаючи на це 29 грудня Шимбонда підписав новий шестимісячний контракт з «Рорверз» і грав у ньому грав до кінця сезону, який «Донкастер» завершив на останньому 24 місці.
Після того як Паскаль покинув «Донкастер» в кінці сезону 2011-12, весь наступний сезон він був вільним агентом. У липні 2013 року Шимбонда почав грати за клуб восьмого англійського дивізіону «Маркет Дрейтон Таун», де виступав на безконтрактній основі.
18 жовтня 2013 року підписав тримісячний контракт з «Карлайл Юнайтед», що виступав у третьому за рівнем дивізіоні Англії. Наразі встиг відіграти за команду з Карлайла 2 матчі в національному чемпіонаті.

## Виступи за збірні
2003 року залучався до складу збірної Гваделупи на матчі кваліфікації на Золотий кубок КОНКАКАФ. Паскаль зіграв у 3 матчах, проте не зміг допомогти збірній вийти на континентальний форум.
14 травня 2006 року, до загального здивування вболівальників, Шимбонда потрапив список з 23 гравців французької збірної для участі в чемпіонаті світу 2006 року у Німеччині, при тому що до цього моменту Паскаль жодного разу не викликався до національної збірної. У товариському матчі для підготовки до «мундіалю», 31 травня, Шимбонда таки дебютував за «гальських півнів» у переможному матчі над збірною Данії замінивши на 87-й хвилині Віллі Саньоля. Під час чемпіонату світу Шимбонда так жодного разу і не вийшов на поле, але у складі збірної став фіналістом турніру. Після цього Паскаль до складу збірної більше не залучався.
2012 року знову залучався до збірної Гваделупи на матчі-кваліфікації Карибського кубка, де зіграв в усіх трьох матчах групи, проте знову не зміг допомогти своїй збірній подолати відбір. Наразі провів у формі головної команди країни 4 матчі.

## Досягнення
- Володар Кубка Футбольної ліги:

«Тоттенгем Готспур»: 2007-08
- Віце-чемпіон світу: 2006